# Nagyboldogasszony-templom (Zajezda)
A Nagyboldogasszony-templom egy római katolikus plébániatemplom Horvátországban a Krapina-Zagorje megyei Zajezda település központjában.

## Fekvése
A templom Zajezda központjában, egy lankás domb tetején áll.

## Története
Zajezdának 1334-ben már állt a plébániatemploma, ekkor említi „ecclesia beatae virginis de Zaiezda” néven Ivan zágrábi főesperes a zágrábi káptalan statutumában. Ez azonban nem teljesen azonos a ma álló templommal. Valószínűleg a középkori templom alapfalai kerültek elő 1993-ban a temetőben a lourdes-i barlang alapozási munkálatai során. Az eredetileg késő gótikus épület az idők folyamán többször megváltozott. Amikor túl szűknek bizonyult meghosszabbították. Eleinte lényegesen rövidebb volt. A ma is álló plébániatemplom legnagyobb része 1666-ban épült. Először 1708-ban bővítették, amikor a bejárati ajtó mellé a hajó északi részén előcsarnokot építettek. Ez az előcsarnok azonban 1725-ben már nem volt meg, valószínűleg lebontották és akkor emelték a ma is álló kőoszlopokat, az egyik oltárt és gyóntatószéket. A hajó déli részéhez 1746-ban Patacsich Lajos, Verőce vármegye főispánja, császári tanácsos kápolnát építtetett a család temetkezési helyéül. 1894-ben az egész templomot megújították.

## Leírása
A mai templom egyhajós keletelt épület, melyhez egy kisebb méretű szentély csatlakozik. A zömök harangtorony a szentély északi oldalán áll. A tulajdonképpeni főbejárat előtt egy barokk kápolna áll, amelyben két oltár van elhelyezve. A hozzáépítéssel a templom régi homlokfala a helyén maradt, a benne lévő gótikus keretes főbejárat is a megvan még. Újabb jelentős változás történt a Patacsich-kápolnája felépítésével a déli oldalon, a harmadik nagy változás pedig a hajó újjáépítésével történt, amelyet korábban a szokásos módon sík famennyezettel fedtek le. Később eléggé ügyetlenül pilasztereket építettek a templom belsejébe, hogy a templom új, barokk boltozatot kaphasson. Emiatt a templombelső tere
szűkebb és alacsonyabb lett. A hajó jelenlegi boltozata felett megmaradt az eredeti falfestés egy része. Festő a töredékesen megmaradt faliképen Mária alakját ábrázolta, sötét ruhába és vörös köpenybe öltözve, ahogyan tárt karokkal védi az emberek egy csoportját, amelyek közül az egyes arcok ma is jól láthatók. Mindkét oldalon egy-egy angyal látható. A festmény valószínűleg a 16. század elejéről származik. A hajóba kórust építettek, amely két pilaszteren és két középső oszlopon nyugszik. A hajó baloldali első és második pilasztere közé egy oltárt helyeztek el, míg a harmadik pilaszterre építették a szószéket. 
A templom szentélye nem a hajó hossztengelyének folytatásában van, hanem úgy, hogy déli fala a hajó déli falának vonalában folytatódik. Így a szentély tengelye a hajó tengelyétől délebbre került. A diadalív széles, gótikus ívnyílással készült. A szentély hálós gótikus boltozattal rendelkezik, a bordák késő gótikus formájú konzolokon nyugszanak. Minden konzol egyedileg kidolgozott. A két középső konzol címerprofillal is rendelkezik, de címert nem faragtak rájuk. A címerek talán festve voltak. A nagyméretű zárókő rozettaformára van kifaragva. A szentély bal oldalán található a sekrestye késő gótikus keretű bejárata. A sekrestye, mely a harangtorony alsó részében van kialakítva dongaboltozatos. Innen lehet felmenni a szintén dongaboltozatos felső helyiségbe. 
A Patacsichok barokk kápolnáját teljesen az épület stílusához igazították. A kápolna egy nyolcszög három oldalában végződik, sarkai belül lekerekítettek. Boltozata barokk. A falkoszorú, mely az egész templomot körbeveszi a kápolna falán is folytatódik. A kápolna szentélyének sarkait három egyenetlen támpillér erősíti. A tornyot körüljárva észrevehető, hogy a nyugati oldalon a koszorú hiányzik, míg az első emelet magasságában a fal mintegy fél méterrel beugrik széles lépcsőt képezve a hajó északi oldalán. Kétségtelen, hogy valamilyen funkciója volt, egykor minden bizonnyal a hajó északi oldalán levő öt konzollal együtt valamiféle tornácot tartott.
A hajóban nem maradtak fenn az eredeti gótikus keretű ablakok. Ezeket, mivel túl nagyok voltak akkor távolíthatták el, amikor a szentély festett ablakait készíttették. Az egyetlen hely, ahol megmaradtak a gótikus ablakok a torony, melynek déli, a keleti és a nyugati oldalán egy-egy nagyobb biforámás ablak látható. Különösen szép a déli oldalon levő ablakkeret, melyet a gótikus középső oszlopból sarjadó stilizált tövisek díszítenek. Felette a „G.C.A.D.M.5.3.5” felirat látható, érdekessége, hogy az évszám részben latin, részben arab számokkal van írva.  A sekrestye bejárata felett is van egy feliratos kőtábla Patacsich Boldizsár és felesége, Babonich Margit címerével és az 1616-os évszámmal.
Az oltárok nem képviselnek művészi értéket. A főoltár modern, gótikus. Az oldalkápolnában egy régi barokk oltár van a Patacsich család címerével. Legsikerültebb az oltár felső része: középen az Atyaisten térde között tartja megfeszített fiát, oldalán Szent Ferenc és Nepomuki Szent János, az alsó részen Szent Sebestyén, egy király szent, Szűz Mária és Szent Fábian.  A szószék egyszerű, barokk munka a négy evangélista figurájával. A diadalív bal és jobb oldalán fennmaradt néhány freskó, melyek a 16. századból származnak. Az oltárok a 19. század végén és a 20. század elején készültek. A templom orgonája 1922-ben Hefferer zágrábi műhelyében készült. 
A liturgikus tárgyak közül említésre méltó egy kehely, mely 1602-ből származik, egy másik,
feliratos kehely Pucz püspök címerével 1764-ből és egy harmadik kehely ugyancsak Pucz püspök címerével 1759-ből. A templomban őrzik Pucz püspök két gyönyörű miseruháját, melyek közül az egyik vörös selyemből készült gazdag arany díszítéssel, a másik fehér rajta a püspöki címerrel. A templom kegyurai a zajezdai Patacsichok és a gotalovaci Gatalok voltak. A sírboltban a Patacsich, a Mikulich, a Naissich, a Brucsich és más nemes családok tagjai nyugszanak. Az egész templomot kő kerítőfal övezi.